# (73961) 1997 WP25
(73961) 1997 WP25 – planetoida z pasa głównego asteroid okrążająca Słońce w ciągu 5,67 lat w średniej odległości 3,18 j.a. Odkryta 30 listopada 1997 roku.